# 120461 Gandhi
120461 Gandhi è un asteroide della fascia principale. Scoperto nel 1990, presenta un'orbita caratterizzata da un semiasse maggiore pari a 2,3005469 au e da un'eccentricità di 0,1860329, inclinata di 5,53078° rispetto all'eclittica.
L'asteroide è dedicato al Mahatma Gandhi, celebre leader politico indiano.